# Кожевников, Григорий Тимофеевич
Григорий Тимофеевич Кожевников (27 сентября 1879 — 29 августа 1911) — есаул Оренбургского казачьего войска, кавалер ордена Святого Станислава, военный исследователь-востоковед.

## Биография
Родился по одним данным в станице Ново-Илецкой, по другим данным — в станице Буранной Первого отдела Оренбургского казачьего войска, в семье казачьего обер-офицера.
Начальное военное образование получил в Оренбургском Неплюевском кадетском корпусе, затем обучался в Николаевском кавалерийском училище (был сокурсником будущего атамана А. И. Дутова).
Воинскую службу начал 31 августа 1897 года во 2-м Оренбургском казачьем полку. 9 августа 1899 года получил воинское звание хорунжего. В 1900 году был командирован в 4-ю сапёрную бригаду для изучения телеграфного и подрывного дела. В 1902 году уволился на льготу из войск и поступил в Николаевскую академию Генерального штаба. 1 июля 1903 года получил звание сотника, окончил академию по второму разряду в 1904 году (2 класса). В 1905 году был прикомандирован к 13-му Оренбургскому казачьему полку. В 1906 году был награждён орденом Святого Станислава 3-й степени и командирован в Оренбургское казачье училище. 27 февраля 1908 года был произведён в есаулы. В том же 1908 году был уволен в запас по собственному прошению.
В 1908—1911 годах получил востоковедческое образование на Офицерских курсах восточных языков при Азиатском департаменте Министерства иностранных дел, занимался изучением турецкого, персидского и арабского языков. Был прикомандирован к Главному штабу. В 1909 году был переведён в 6-й Оренбургский казачий полк, командировался в Персию, а в следующем году — в Турцию.

## Публикации
- Доклад подъесаула Кожевникова о пребывании в Турции. РГБИА, ф. 400, оп. 1, д. 3887, л. 56—68

## Первоисточники
- Послужный список прикомандированного к Главному штабу для слушания курсов восточных языков 6-го Оренбургского казачьего полка подъесаула Кожевникова по сост. на 17 января 1912 года // РГВИА, ф. 409, оп. 1, д. 42967.
- Сведения о пунктах командирования офицеров — слушателей курса восточных языков, 1909 г., АВПРИ, ф. 153, оп. 668, д. 205 (1883—1911), л. 104.